# Kanton Villefranche-de-Lauragais
Kanton Villefranche-de-Lauragais (francouzsky Canton de Villefranche-de-Lauragais) je francouzský kanton v departementu Haute-Garonne v regionu Midi-Pyrénées. Tvoří ho 21 obcí.

## Obce kantonu
- Avignonet-Lauragais
- Beauteville
- Cessales
- Folcarde
- Gardouch
- Lagarde
- Lux
- Mauremont
- Montclar-Lauragais
- Montesquieu-Lauragais
- Montgaillard-Lauragais
- Renneville
- Rieumajou
- Saint-Germier
- Saint-Rome
- Saint-Vincent
- Trébons-sur-la-Grasse
- Vallègue
- Vieillevigne
- Villefranche-de-Lauragais
- Villenouvelle